# Virgen del Socorro
La Virgen del Socorro es una advocación mariana de la Iglesia católica.

## Historia
Un soldado de los Tercios de Flandes se encontró en aquellas tierras un arca que contenía tres imágenes de la Virgen. Las trajo consigo a España y se las entregó en Valderas, en depósito, al padre carmelita Antonio Maldonado, hasta su posterior regreso. Pasado el tiempo, el padre abrió el arca, convencido de que el soldado no regresaría nunca más. Era el año 1613. Encontró dentro las tres imágenes iguales, todas de la advocación del Socorro. Dos de ellas fueron enviadas a la provincia de Cuenca a los conventos carmelitas de La Alberca y Valdeolivas y la tercera se quedó en Valderas. La Virgen del Socorro es muy venerada en muchas ciudades españolas, así en la ciudad de Güímar (Tenerife), se celebra una romería en su honor que es considerada de hecho como la romería más antigua de todo el Archipiélago Canario. Respecto a la advocación canaria destacamos que es enlazada a la de La Candelaria.

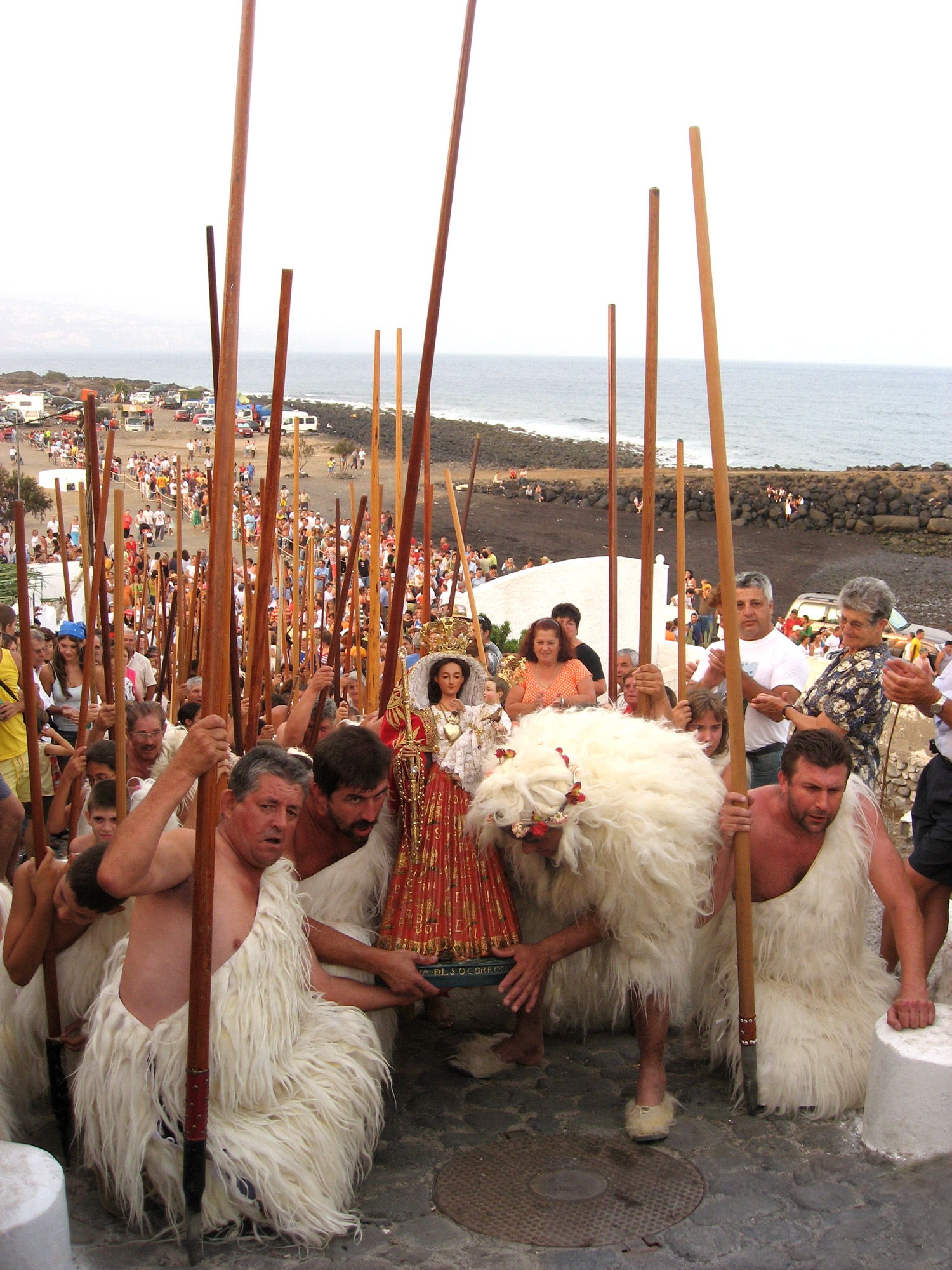
Escenificación de la aparición de la Virgen en la Playa de El Socorro, Güímar, Tenerife.

## Santa patrona
Lista inconclusa
 En Argentina:
- Ciudad de San Pedro, provincia de Buenos Aires.

 En Chile:
- Isla Quenac, Archipiélago de Chiloé.

 En Colombia:
- Ciudad de Since, Sucre.
- Ciudad de El Socorro, Santander.

 En España:

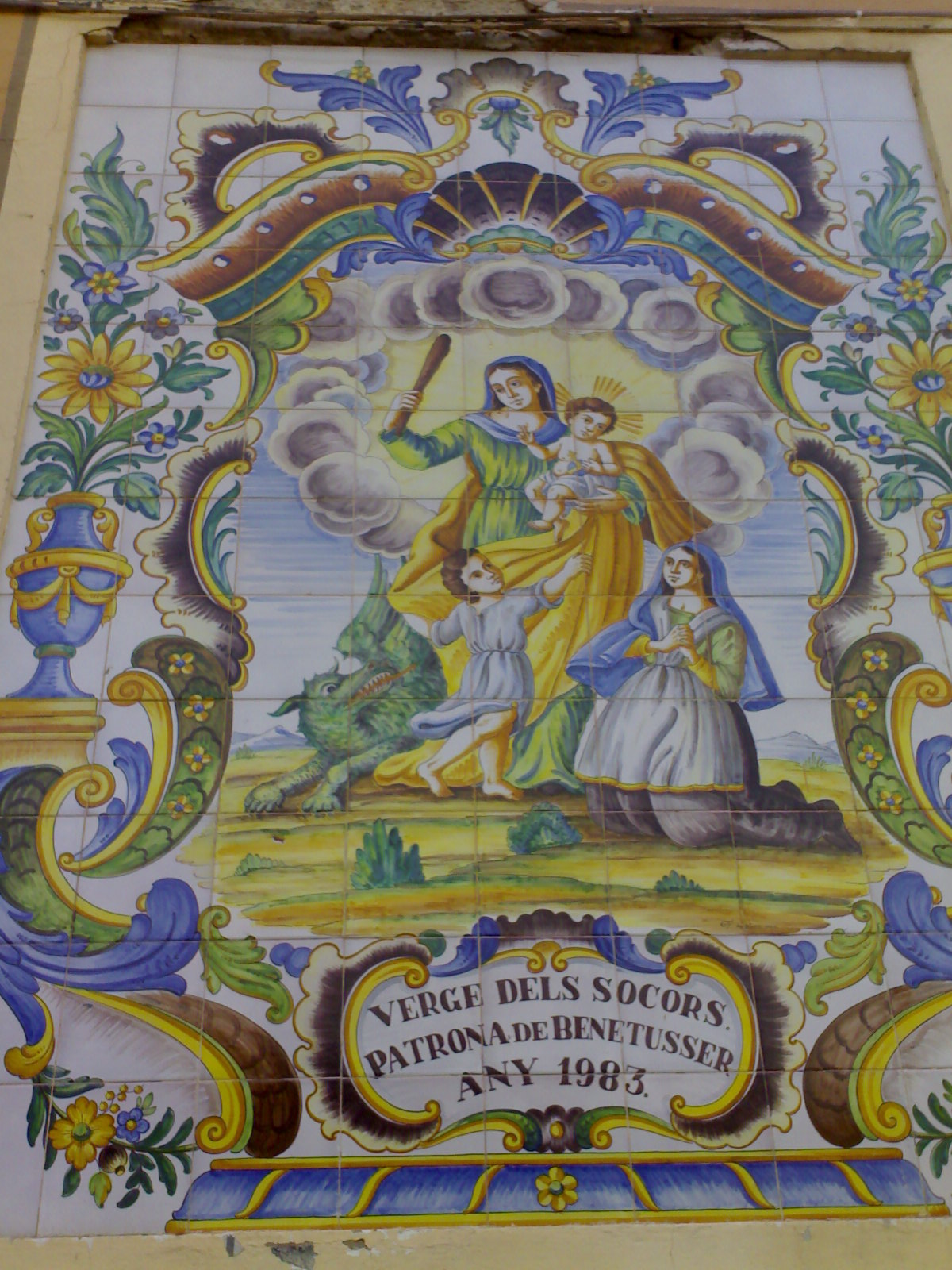
Nuestra Señora del Socorro (Benetúser).

- Localidad de Casabermeja (Málaga).
- Localidad de Pobeña (Vizcaya).
- Localidad de Illana (Guadalajara).
- Localidad de Badolatosa (Sevilla).
- Localidad de Argamasilla de Calatrava (Ciudad Real).
- Localidad de Miguel Esteban (Toledo).
- Localidad de Agramunt (Lérida).
- Localidad de Rociana del Condado (Huelva).
- Localidad de Collsuspina (Barcelona).
- Ciudad de Tíjola (Almería).
- Ciudad de Benetúser (provincia de Valencia).
- Ciudad de Güímar (Tenerife).
- Localidad de Valderas (León).
- Localidad de Villamanta (Madrid).
- Localidad de Vitigudino (Salamanca).
- Localidad de Tocón (Granada).
- Localidad de Loranca del Campo (Cuenca).
- Municipio de Güímar (Tenerife).
- Municipio de Tejeda (Gran Canaria)
- Localidad de Santiago de Oliveira (Puenteareas, provincia de Pontevedra)
- Localidad de Cálig (Castellón)
- Localidad de Orgaz (Toledo)
- Localidad de Villarreal de San Carlos, (Serradilla, provincia de Cáceres)
- Localidad de Donillas (Quintana del Castillo, León)
- Localidad de El Socorro (Tegueste) (Tenerife).

 En Perú:
- Ciudad de Trujillo.

 En Venezuela:
- Ciudad de Valencia.
- Ciudad de Tinaquillo.
- Ciudad de Barcelona.

## Edificios bajo su patrocinio
- Catedral Metropolitana de Ciudad de Guatemala
- Basílica de la Virgen del Socorro,  desambiguación;
- Capilla de la Virgen del Socorro,  desambiguación;
- Ermita de la Virgen del Socorro
- Iglesia de la Virgen del Socorro,
- Iglesia de Nuestra señora del Socorro, Ferrol Vello.